# 2019년 동태평양 허리케인
이 문서에서는 2019년 동태평양 허리케인에 대해 기록하였다.

## 같이 보기
- 2019년 태풍
- 2019년 북대서양 허리케인
- 2019년 북인도양 사이클론